# Crivăț
Crivăț è un comune della Romania di 2 300 abitanti, ubicato del distretto di Călărași, nella regione storica della Muntenia.
Crivăț ha ottenuto lo status di comune indipendente nel giugno 2006 (Legge N. 239 del 2006); in precedenza faceva parte della città di Budești.
Il comune è uno dei principali centri per la coltivazione dei legumi ed il principale fornitore di questi del mercato di Bucarest.